# Route 277 (Nouvelle-Écosse)
Pour les articles homonymes, voir Route 277.
La route 277 est une route secondaire de la Nouvelle-Écosse d'orientation ouest-est située dans le sud de la province, au sud de Shubenacadie et de Milford. Elle est une route faiblement empruntée, servant comme route connectrice aux routes 2 et 224. De plus, elle mesure 15 kilomètres, et est une route asphaltée sur l'entièreté de son tracé.

## Tracé
La route 277 débute dans la petite municipalité de Lantz, 3 kilomètres au nord-est de Elmsdale. Elle se dirige vers l'est-nord-est sur 15 kilomètres, en étant une route possédant quelques tournants. Elle se termine à Gays River, sur la route 224.

## Communautés traversées
1. Lantz
2. Dutch Settlement
3. Carrolls Corner
4. Gays River